# 오사쓰나이역
오사쓰나이역(일본어: 於札内駅)은 일본 홋카이도 가바토 군 우라우스정에 위치한 홋카이도 여객철도 삿쇼 선의 철도역이다. 단선 승강장 1면 1선의 구조를 갖춘 지상역이었다.

## 역 주변
- 국도 제275호선

## 역사
- 1959년 12월 1일 : 일본국유철도 삿쇼 선의 오사쓰나이 가승강장으로서 개업. 여객 취급만.
- 1987년 4월 1일 : 일본국유철도 분할 민영화에 의해, 홋카이도 여객철도가 승계. 동시에 역으로 승격해, 오사쓰나이역으로 되다.
- 1990년 3월 10일 : 영업 거리 설정.
- 1991년 3월 16일 : 삿쇼 선에 가쿠엔토시 선의 애칭을 설정.
- 1996년 3월 16일 : 삿쇼 선 중, 이 역을 포함한 이시카리토베쓰 역 - 신토쓰카와역 간에 단독 운전 개시.
- 2020년 5월 7일 : 폐역.

## 인접 역
| 홋카이도 여객철도  | 홋카이도 여객철도 | 홋카이도 여객철도              |
| ------------------ | ----------------- | ------------------------------ |
| 쓰루누마 소엔 방면 | ■ 삿쇼 선         | 미나미시모톳푸 신토쓰카와 방면 |